# Marthille
Marthille là một xã trong vùng Grand Est, thuộc tỉnh Moselle, quận Château-Salins, tổng Delme. Tọa độ địa lý của xã là 48° 55' vĩ độ bắc, 06° 33' kinh độ đông. Marthille nằm trên độ cao trung bình là m mét trên mực nước biển, có điểm thấp nhất là 249 mét và điểm cao nhất là 359 mét. Xã có diện tích 10,2 km², dân số vào thời điểm 1999 là 178 người; mật độ dân số là 17 người/km². Marthille nằm về phía đông nam của Metz.

## Thông tin nhân khẩu
| 1962 | 1968 | 1975 | 1982 | 1990 | 1999 |
| ---- | ---- | ---- | ---- | ---- | ---- |
| 180  | 193  | 189  | 182  | 178  | 178  |